# Sosippus mimus
Sosippus mimus là một loài nhện trong họ Lycosidae.
Loài này thuộc chi Sosippus. Sosippus mimus được Ralph Vary Chamberlin miêu tả năm 1924.